# Марето
Марето (итал. Maretto) је насеље у Италији у округу Асти, региону Пијемонт.
Према процени из 2011. у насељу је живело 55 становника. Насеље се налази на надморској висини од 247 м.

## Становништво
Према резултатима пописа становништва 2011. у општини је живело 405 становника.
| 1936. | 1951. | 1961. | 1971. | 1981. | 1991. | 2001. | 2011. |
| ----- | ----- | ----- | ----- | ----- | ----- | ----- | ----- |
| 556   | 461   | 337   | 298   | 308   | 345   | 358   | 405   |